# Poșaga de Jos, Alba
Poșaga de Jos (în maghiară: Alsópodsága, în germană: Puschendorf) este satul de reședință al comunei Poșaga din județul Alba, Transilvania, România.

## Istoric
Prima atestare a comunei se afla într-o diplomă din 1365 care amintește mosiile Salciua si Posaga printr-o disputa de mostenire.
In Dictionarul istoric al localitatilor din Transilvania, se mentioneaza schimbarile pe care le-a suferit numele localitații Poșaga de Jos de-a lungul timpului: Pothsaga, Podsaga, Poceaga. Poșaga de Sus apare în documente sub denumirea de Felsopodsaga.

## Transporturi
Haltă de cale ferată a Mocăniței (în prezent inactivă).

## Obiective turistice
- Schitul "Izvorul Poșaga" din 1935.
- Biserica "Adormirea Maicii Domnului" din anul 1935.
- Rezervația naturală Cheile Poșăgii
- Rezervația naturală Scărița-Belioara (rarități floristice)